# کوملیکو سوپریوره
کوملیکو سوپریوره (به ایتالیایی: Comelico Superiore) یک کومونه در ایتالیا است که در استان بلونو واقع شده‌است.

## خصوصیات
کوملیکو سوپریوره ۹۵٫۹ کیلومترمربع مساحت و ۲٬۴۲۰ نفر جمعیت دارد.